# ساموئل تیلدن نورتون
ساموئل تیلدن نورتون (انگلیسی: Samuel Tilden Norton; ۱۲ ژانویهٔ ۱۸۷۷ – ۱۶ فوریهٔ ۱۹۵۹) معمار اهل ایالات متحده آمریکا بود.